# Dekanat zagnański
Dekanat zagnański – jeden z 33 dekanatów rzymskokatolickiej diecezji kieleckiej. Tworzy go 7 parafii:
- Kostomłoty Drugie – pw. św. Andrzeja Boboli k. m.
- Łączna – pw. św. Szymona i Judy Tadeusza App.
- Samsonów-Piechotne – pw. Wniebowzięcia Najświętszej Maryi Panny
- Tumlin – pw. św. Stanisława b. m.
- Występa – pw. św. Kazimierza w.
- Zagnańsk – pw. św. Rozalii dz. i św. Marcina b. w.
- Zagnańsk – pw. św. Józefa Oblubieńca Najświętszej Maryi Panny